# Бгажноков, Хачим Гумарович
Хачи́м Гума́рович Бгажно́ков (1915—2002) — советский хозяйственный, государственный и политический деятель, Герой Социалистического Труда (1959).

## Биография
Родился в 1915 году в селе Заюково (по другим данным, в 1912 году). Член КПСС.
Участник партизанского движения Великой Отечественной войны, заместитель командира Баксанского партизанского отряда. С 1943 года — на хозяйственной, общественной и политической работе. В 1943—1987 годах — секретарь Баксанского райкома партии, председатель Баксанского райисполкома, директор Баксанской МТС, председатель колхоза имени Шогенцукова Баксанского района Кабардино-Балкарской АССР, директор госплемптицезавода «Кубинский», начальник УММК.
Указом Президиума Верховного Совета СССР от 25 декабря 1959 года присвоено звание Героя Социалистического Труда с вручением ордена Ленина и золотой медали «Серп и Молот». Депутат Верховного Совета Кабардино-Балкарской АССР 4-8-го созывов (1954—1974).
Сын Барасби (1947—2020) — историк, этнограф.
Умер в Баксане в 2002 году.